# Славко Брезовски
Славко Брезовски (на македонска литературна норма: Славко Брезовски) е архитект от Република Македония, известен с модернистичния си стил.

## Биография
Роден е на 10 юни 1922 година в мияшката паланка Галичник. Завършва Архитектурния факултет при Техническото висше училище в Белград в 1950 година при проф. Милан Злокович. Преподава в Архитектурния факултет в периода 1969 – 1987 година, в Катедрата за проектиране на обществени сгради. Става част от групата „Денес“, формирана в 50-те години на XX век.
Известни произведения на Брезовски са катедралата „Свети Климент Охридски“ (1972), Стокова къща „Нама“ в Скопие (1959), Работническият дом в Скопие (1959), хотел „Попова шапка“ на връх Попова шапка (1964). Брезовски в конкуренция с много реномирани югославски архитекти печели конкурса за Сграда на посолството на СФРЮ в Бразилия. Сградата е изградена в 1963 година и успешно инкорпорира бразилския архитектурен дух.
Брезовски е носител на наградите „11 октомври“ на Република Македония, „13 ноември“ на град Скопие, наградата за цялостно творчество и особени постижения в областта на архитектурата и градителството „Андрей Дамянов“ (1993), признание за изключителен принос в развоя на инженерната професия в Република Македония от Камерата на архитектите и инженерите на Република Македония.
Умира на 8 март 2017 година в Скопие. Името му носи улица в Скопие.